# Rezerwat przyrody

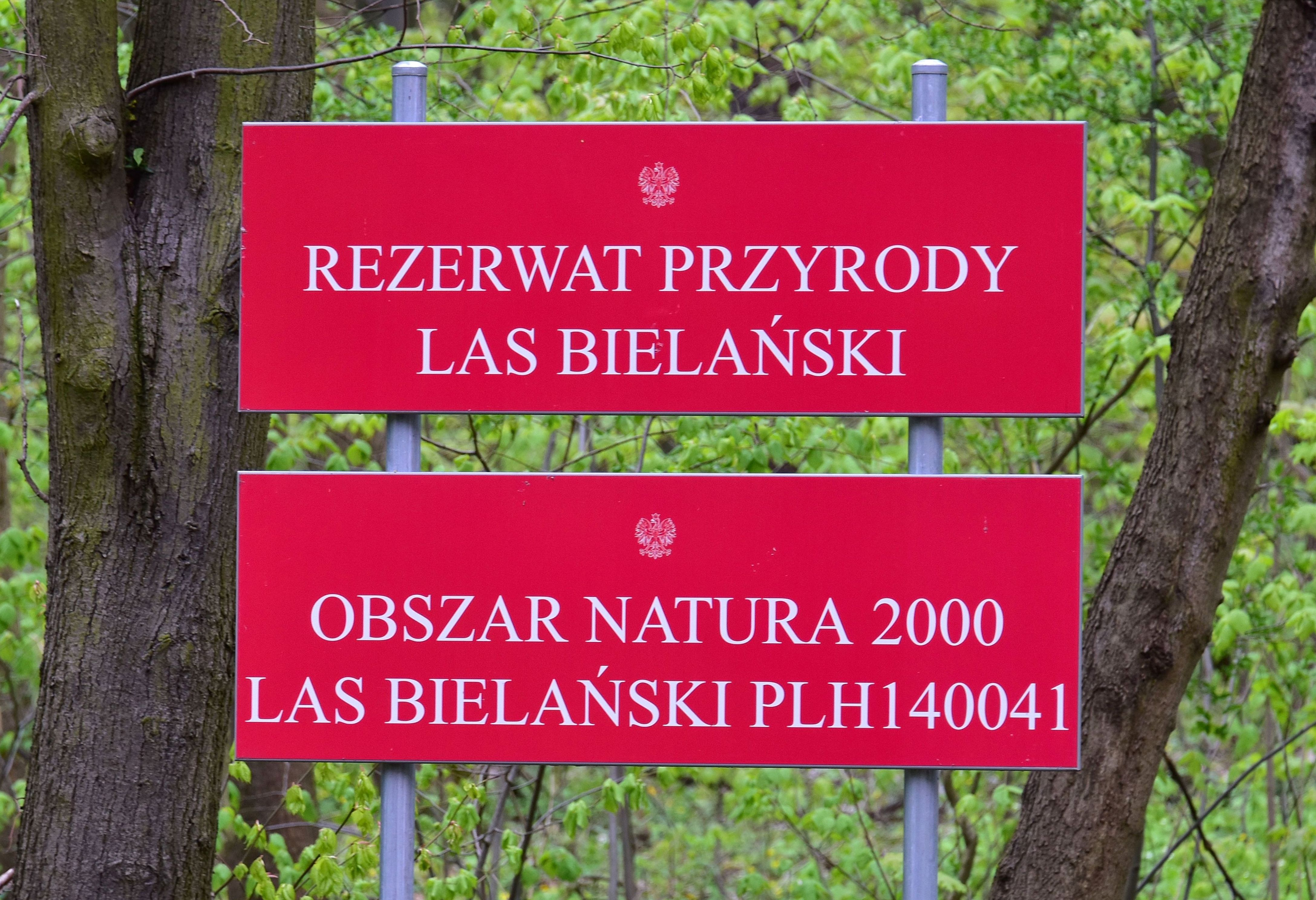
Tablica informacyjna rezerwatu przyrody w Lesie Bielańskim w Warszawie

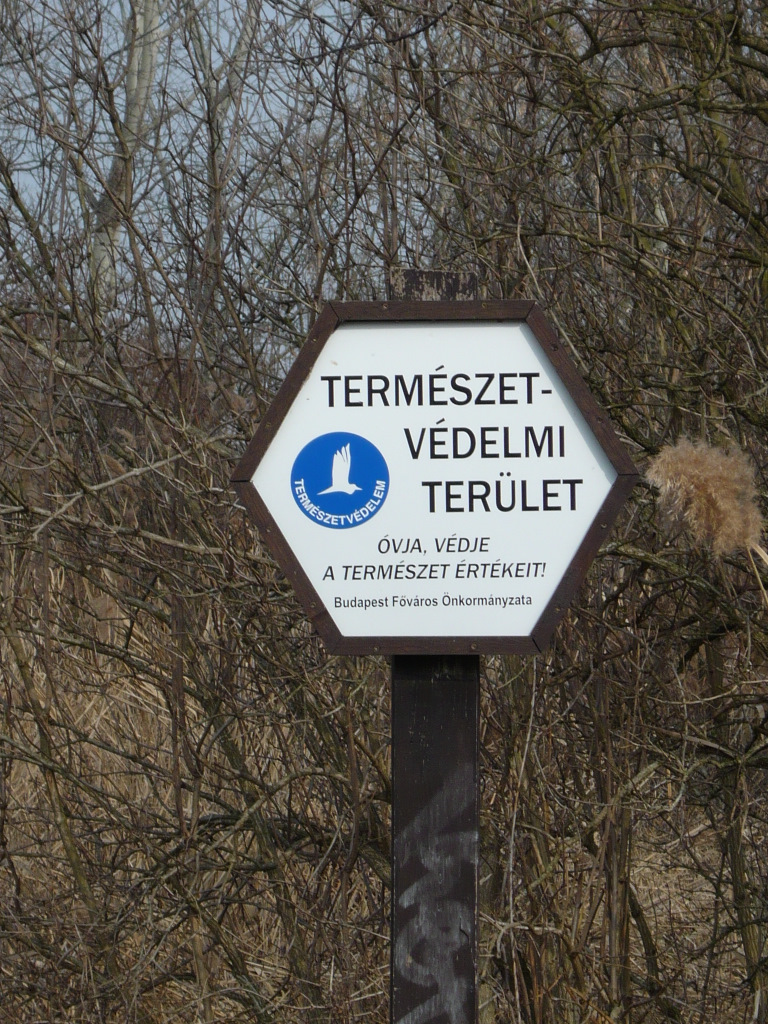
Tablica informacyjna rezerwatu przyrody na Węgrzech

Rezerwat przyrody – obszarowa forma ochrony przyrody o różnym statusie ochrony i zasadach wyznaczania w różnych krajach świata.

## Rezerwaty przyrody na świecie
Formy ochrony przyrody zwane rezerwatami istnieją w wielu państwach świata. Z reguły są to chronione przepisami prawnymi i wyłączone z użytkowania obszary przeznaczone na cele ochrony przyrody oraz prowadzenia badań naukowych, a dostęp do nich osób postronnych jest mniej lub bardziej ograniczony. Zazwyczaj są one mniejsze od parków narodowych. Brak jest jednak jednorodnej, międzynarodowej definicji rezerwatów oraz jednorodnych kryteriów ich wyznaczania, a obiekty tego typu w różnych krajach mogą być inaczej zarządzane i chronione.

## Rezerwaty przyrody w Polsce
Liczba rezerwatów w Polsce stopniowo rośnie, w 2000 r. było ich 1307, w 2005 r. – 1395, w 2010 r. – 1463, w 2013 r. – 1480, a w 2021 r. – 1505. Według danych z 2022 roku liczba obiektów tego typu osiągnęła 1512, a ich całkowita powierzchnia wynosiła 171 336,5 ha, co stanowi 0,6% powierzchni kraju. Najwięcej rezerwatów znajdowało się w województwie mazowieckim (189), najmniej w województwie opolskim (38). Średnia w skali kraju wielkość obiektów wynosiła 113,3 hektarów, najmniejsza była w województwie opolskim (26,3 ha), największa w województwie warmińsko-mazurskim (304,1 ha). W ostatnich latach wzrasta odsetek powierzchni rezerwatów objętej ochroną ścisłą (10,6% w roku 2022).

### Podstawy prawne
W Polsce rezerwaty przyrody to jedna z obszarowych form ochrony przyrody. Rezerwat przyrody w brzmieniu Ustawy o ochronie przyrody z 2004 r. (art. 13 ust. 1):

...obejmuje obszary zachowane w stanie naturalnym lub mało zmienionym, ekosystemy, ostoje i siedliska przyrodnicze, a także siedliska roślin, siedliska zwierząt i siedliska grzybów oraz twory i składniki przyrody nieożywionej, wyróżniające się szczególnymi wartościami przyrodniczymi, naukowymi, kulturowymi lub walorami krajobrazowymi.

{{Cytat}} Linki zewnętrzne: "źródło".
Historycznie, rezerwaty przyrody były powoływane:
- na podstawie Art. 5 Ustawy o ochronie przyrody z 1934 roku (Dz.U. z 1934 r. nr 31, poz. 274) – zarządzeniem właściwego wojewody,
- na podstawie Art. 13.1 Ustawy o ochronie przyrody z 1949 roku (Dz.U. z 1949 r. nr 25, poz. 180) – rozporządzeniem Ministra Leśnictwa (lub odpowiedniego),
- na podstawie Art. 23.3 Ustawy o ochronie przyrody z 1991 roku (Dz.U. z 1991 r. nr 114, poz. 492) – rozporządzeniem Ministra Ochrony Środowiska, Zasobów Naturalnych i Leśnictwa,
- na podstawie Art. 13.3 Ustawy o ochronie przyrody z 2004 roku (Dz.U. z 2004 r. nr 92, poz. 880, tekst jednolity Dz.U. z 2024 r. poz. 1478) – rozporządzeniem odpowiedniego wojewody, a po nowelizacji z 2008[6] są powoływane zarządzeniem regionalnego dyrektora ochrony środowiska.

### Zasady funkcjonowania

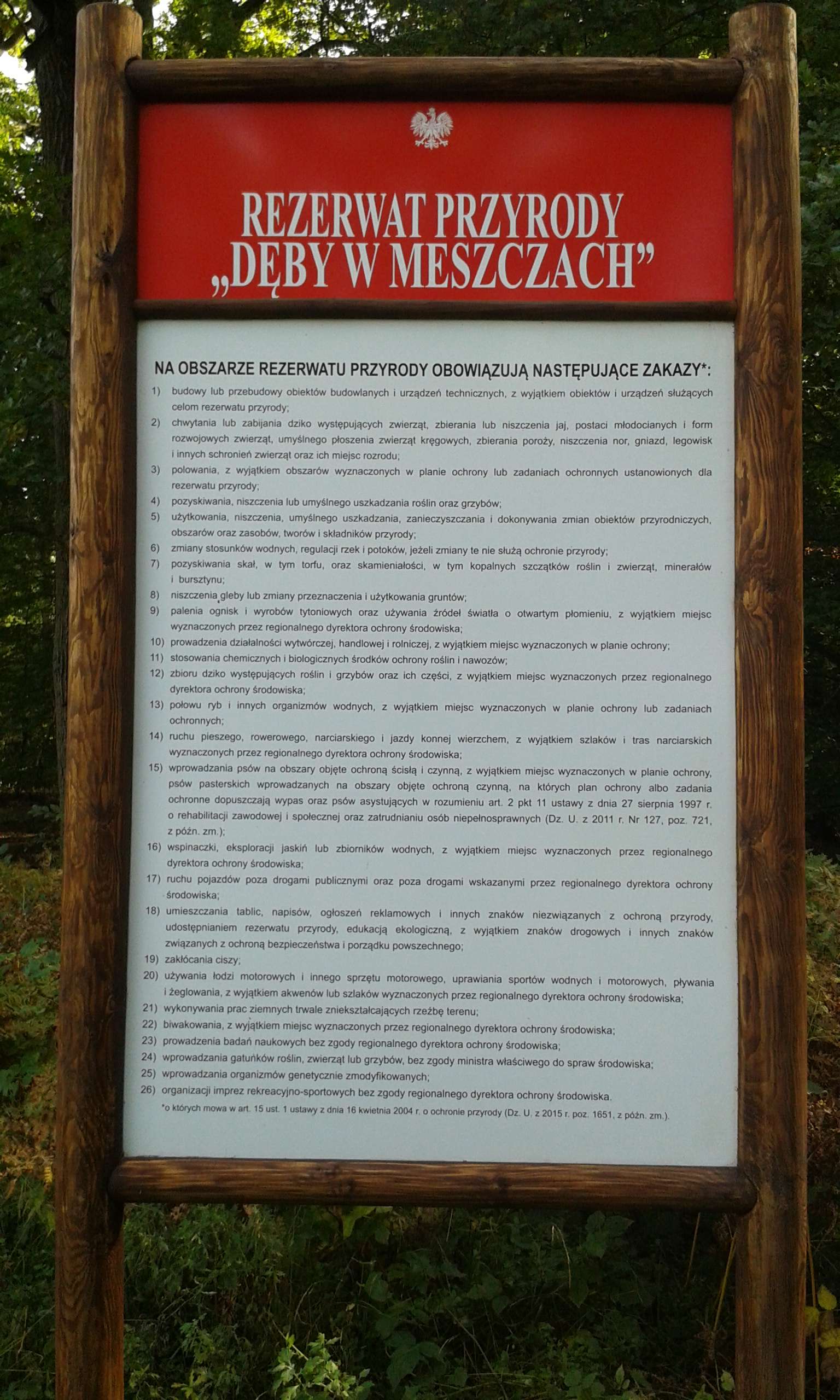
Zakazy obowiązujące na obszarze rezerwatów przyrody. Tablica na terenie rezerwatu przyrody Dęby w Meszczach

Przedmiotem ochrony w rezerwacie może być całość przyrody lub szczególne jej składniki, w tym fauna, flora, mykobiota oraz twory przyrody nieożywionej.
Cały obszar rezerwatu albo jego części mogą podlegać ochronie ścisłej, ochronie czynnej lub ochronie krajobrazowej. Ochrona ścisła polega na nieingerencji w naturalne procesy, ochrona czynna dopuszcza wykonywanie zabiegów ochronnych (np. usunięcie drzew zacieniających stanowisko cennego gatunku rośliny), a ochrona krajobrazowa polega na prowadzeniu gospodarki rolnej, leśnej lub rybackiej w sposób uwzględniający potrzeby przedmiotu ochrony.
Rezerwat ustanawiany jest na mocy zarządzenia regionalnego dyrektora ochrony środowiska. Likwidacja lub zmniejszenie rezerwatu są możliwe wyłącznie w przypadku bezpowrotnej utraty jego wartości przyrodniczych. Dla rezerwatu sporządza się na okres 20 lat tzw. plan ochrony – dokument określający cele ochrony, zadania ochronne do wykonania oraz reguły udostępnienia rezerwatu. Plan taki zatwierdza regionalny dyrektor ochrony środowiska.

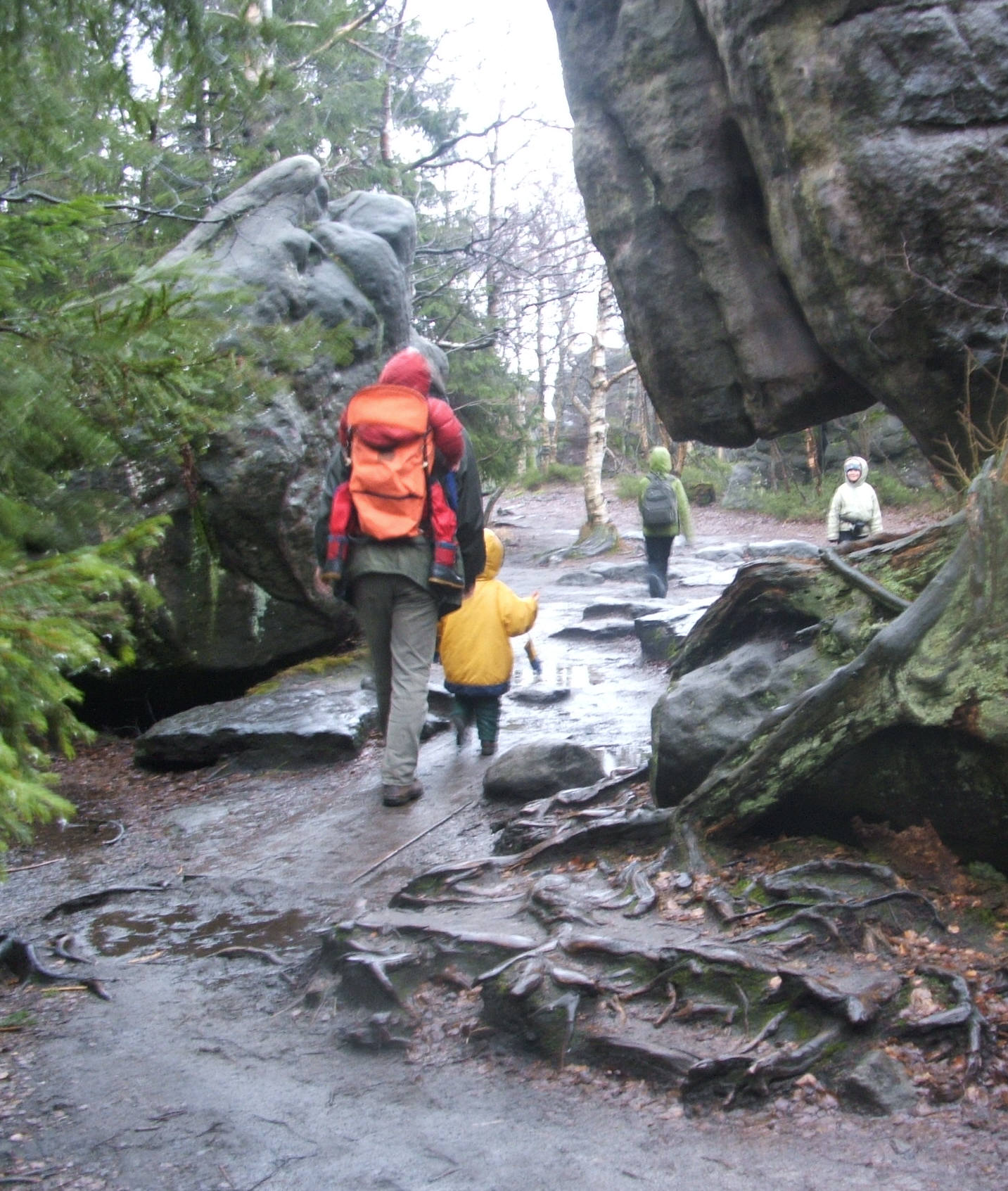
Rezerwat krajobrazowy na Szczelińcu Wielkim udostępniony jest do zwiedzania

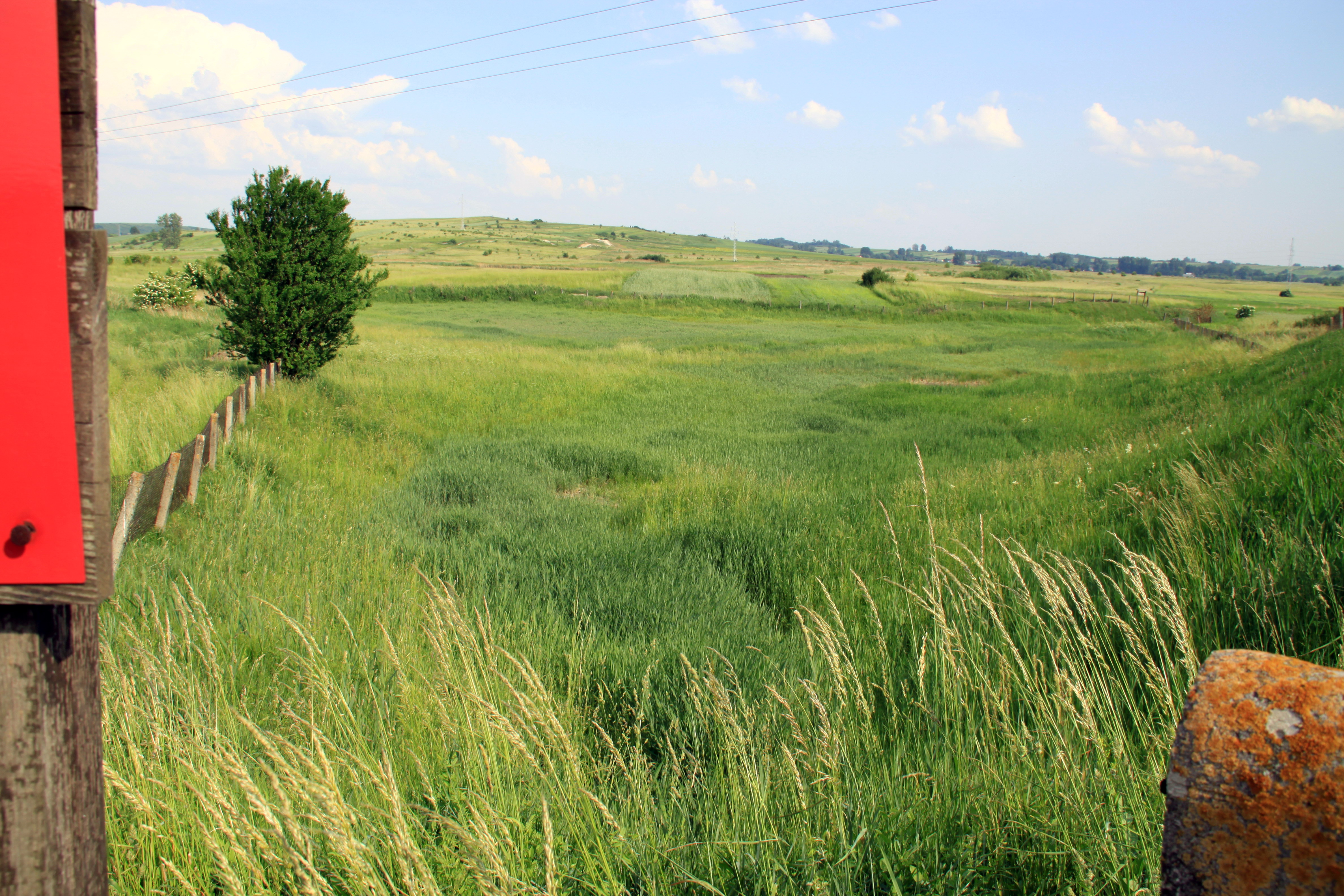
Rezerwat słonoroślowy Owczary

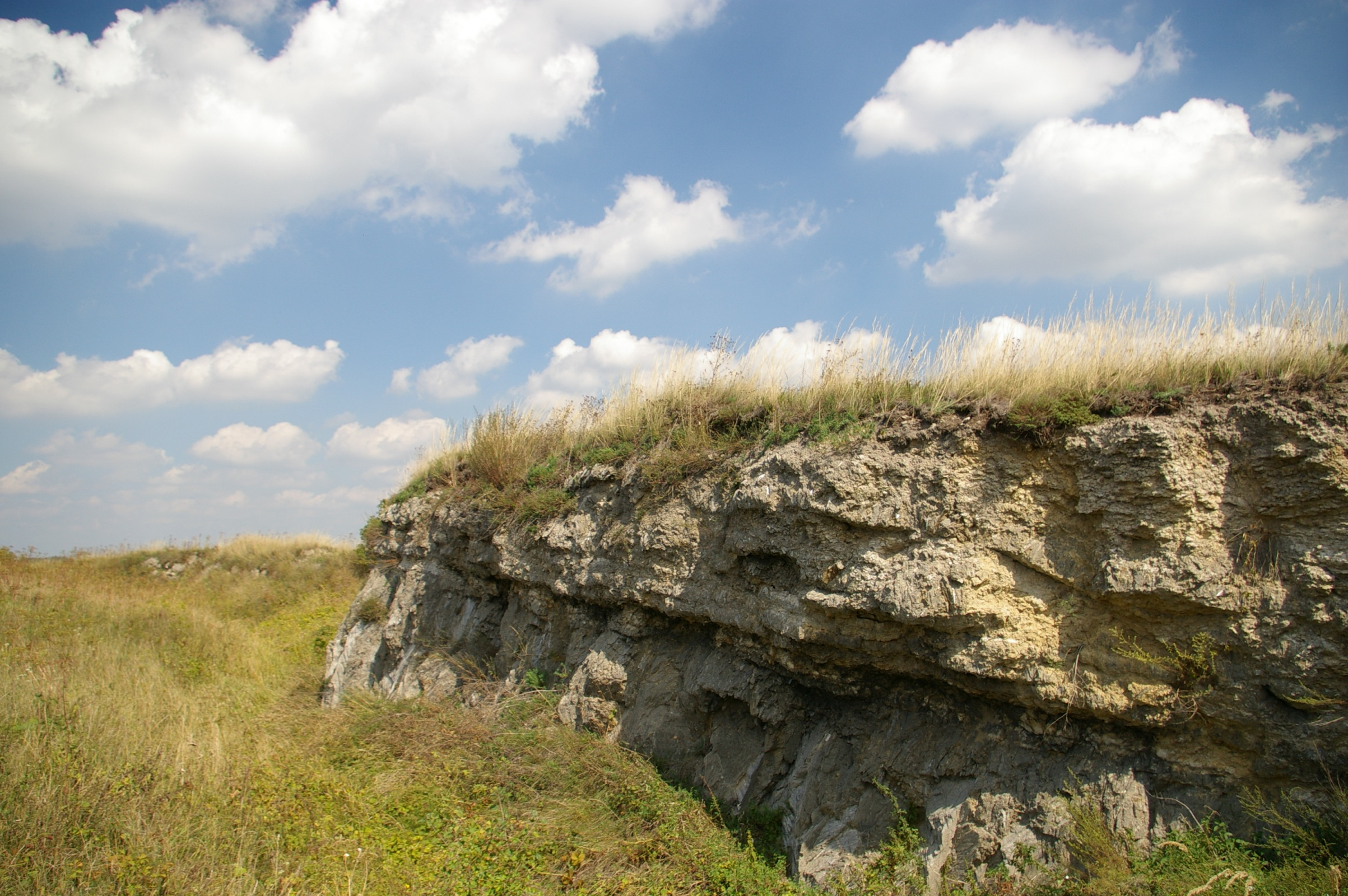
Rezerwat stepowy Góry Wschodnie

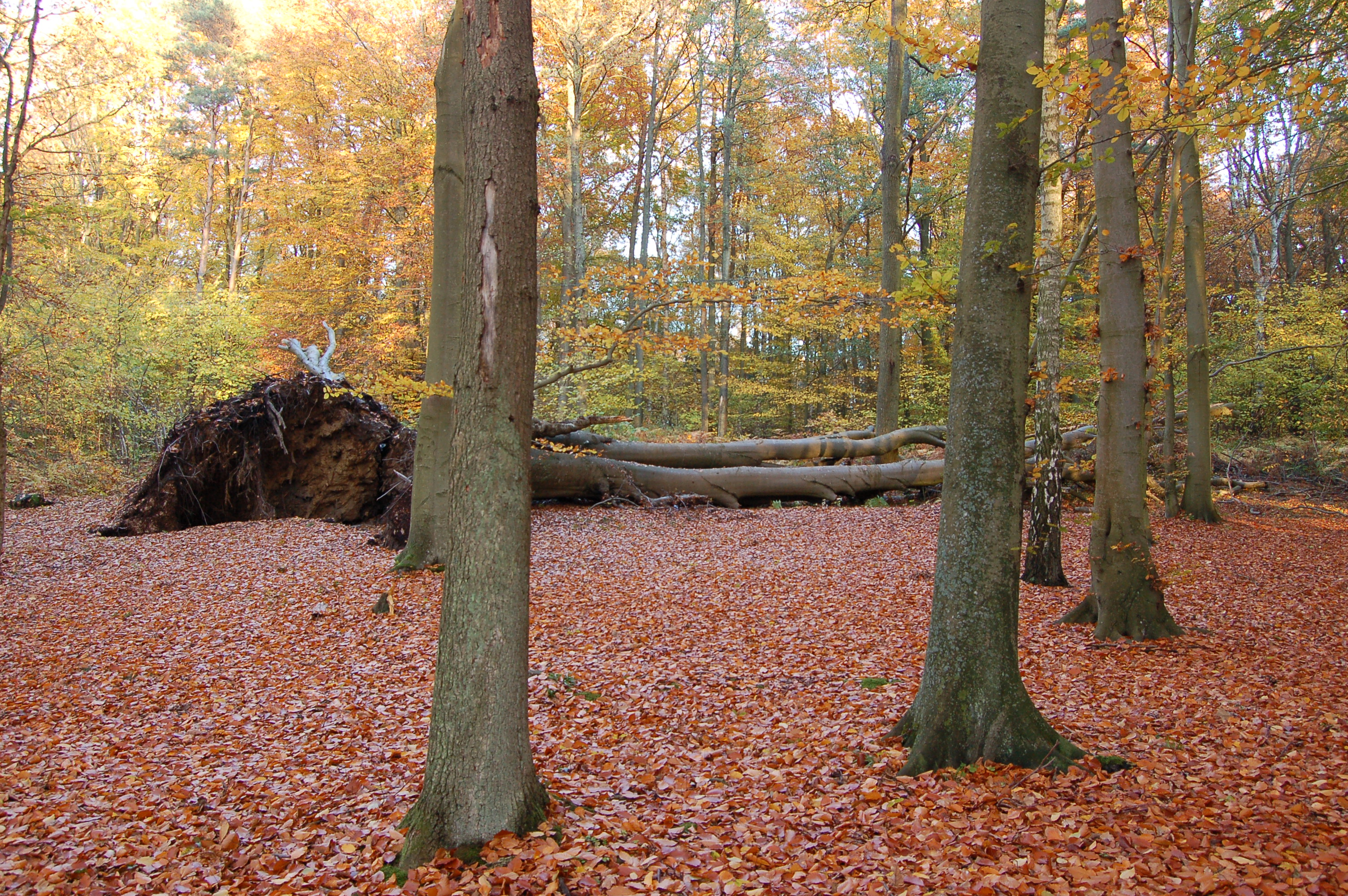
Rezerwat leśny Buczyna nad Słupią

### Rodzaje rezerwatów przyrody w Polsce
Od początku istnienia w Polsce zdefiniowanej prawnie ochrony rezerwatowej wyróżnia się dziewięć rodzajów rezerwatów. W zależności od głównego przedmiotu ochrony są to:
| Rodzaj rezerwatu      | Liczba obiektów | Średnia powierzchnia (ha) | Łączna powierzchnia (ha) | Powierzchnia ochrony ścisłej (ha) | Przedmiot ochrony |
| --------------------- | --------------- | ------------------------- | ------------------------ | --------------------------------- | --- |
| leśny                 | 751             | 91                        | 68598                    | 11601                             | Pozostałości i fragmenty dawnych puszcz o charakterze pierwotnym, typy zbiorowisk leśnych, stanowiska drzew na granicach zasięgu                                                                                   |
| florystyczny          | 160             | 31                        | 5035                     | 571                               | Populacje i siedliska gatunków lub grup gatunków roślin zarodnikowych i kwiatowych oraz grzybów kapeluszowych i porostów                                                                                           |
| torfowiskowy          | 191             | 99                        | 18926                    | 1186                              | Zbiorowiska i gatunki torfowisk niskich, przejściowych i wysokich |
| faunistyczny          | 119             | 339                       | 40357                    | 1467                              | Populacje i siedliska ssaków, ptaków, gadów, płazów, ryb i bezkręgowców |
| krajobrazowy          | 102             | 228                       | 23287                    | 2736                              | Krajobrazy o cechach naturalnych, charakterystyczne dla poszczególnych regionów geograficznych, często z występującymi zabytkami                                                                                   |
| przyrody nieożywionej | 76              | 27                        | 2104                     | 445                               | Odkrywki geologiczne, zjawiska krasowe, gleby, formy skalne, jaskinie, szata naciekowa, stanowiska skamieniałości, przykłady erozji i innych procesów kształtujących powierzchnię ziemi, utwory geologiczne, wydmy |
| wodny                 | 75              | 166                       | 12483                    | 164                               | Wody jezior, rzek, potoków i morza wraz ze zbiorowiskami roślin i gatunkami zwierząt |
| stepowy               | 35              | 15                        | 516                      | 14                                | Murawy ciepłolubne, głównie na podłożu wapiennym i gipsowym |
| słonoroślowy          | 3               | 10                        | 30                       | 0                                 | Słonorośla nadmorskie i śródlądowe |

Począwszy od 2005 roku istnieje dodatkowo podział na typy i podtypy mające przypisane oznaczenia kodowe. Stosuje się równolegle dwa podziały, ze względu na główny przedmiot ochrony oraz dominujący typ ekosystemów (każdy rezerwat może zostać przypisany do jednego rodzaju, dwóch typów i dwóch podtypów). Pozwala to na dokładniejsze określenie zasobów przyrodniczych danego rezerwatu oraz sprawniejsze zarządzanie siecią obszarów chronionych.